# Alberto Di Bernardo
Alberto Di Bernardo (Rosario, 4 novembre 1980) è un rugbista a 15 italo-argentino internazionale per l'Italia che gioca come mediano d'apertura.

## Biografia
Di Bernardo crebbe rugbisticamente nel Jockey Club de Rosario, formazione della sua città natale, nel quale entrò a 5 anni; con tale club si aggiudicò il torneo Nacional de Clubes nel 1997 e il Torneo del Litoral nel 2001, oltre a quattro tornei del Interior.
Rappresentò l'Argentina a livello Under-19 in occasione del mondiale giovanile 1999 della FIRA in Galles e, successivamente, la selezione sperimentale che si aggiudicò il Sudamericano 2000.
Nel marzo 2005 giunse in Italia, ingaggiato dal Leonessa di Brescia, ma a causa di un infortunio Di Bernardo fu impiegato solo in quattro incontri; tornato in patria, fu chiamato dall'Aquila per il Super 10 2005-06.
Nel marzo 2005 giunse in Italia, ingaggiato dal Leonessa di Brescia, ma a causa di un infortunio Di Bernardo fu impiegato solo in quattro incontri; tornato in patria, fu chiamato dall'Aquila per il Super 10 2005-06.
In tale periodo iniziò a rappresentare l'Italia a livello internazionale grazie alle sue ascendenze: convocato in Nazionale A, partecipò con essa a varie competizioni tra cui le Nations Cup del 2007 e 2008.
Nella stagione 2006-07 fu in Inghilterra in seconda divisione, ai Cornish Pirates di Penzance, in cui realizzò 329 punti in 29 incontri e che contribuì a portare ai play-off promozione e alla vittoria in EDF Energy Trophy; al termine della stagione fu ingaggiato dal Leeds Carnegie, che era proprio la squadra che aveva vinto i playoff per la promozione in English Premiership.
Anche dopo la retrocessione in seconda divisione, alla fine del primo anno, Di Bernardo rimase al Leeds, ma nel 2009 si trasferì in Francia al Bourgoin-Jallieu per due stagioni, al termine delle quali, per via di una grave crisi societaria del club, tornò in Italia nelle file del Benetton Treviso in Pro12.
Alla fine del Pro12 2012-13, conclusosi al settimo posto per Treviso, il C.T. della Nazionale Jacques Brunel annunciò la convocazione di Di Bernardo come alternativa a Luciano Orquera in occasione dell'imminente tour in Sudafrica, e successivamente lo fece esordire contro gli Springbok a Durban.
A giugno 2014, finito il contratto con il Benetton Treviso, Di Bernardo ha firmato un contratto con i francesi del Lille Métropole, che militano in Fédérale 1, la terza divisione nazionale.
A causa di problemi di varia natura, Di Bernardo si svincolò subito dal Lille Metropole, rientrando nel suo club di formazione, il Jockey Club di Rosario. Il 17 settembre 2017, a distanza di sedici anni dall'ultimo trionfo, il Jockey Club di Rosario è tornato a vincere il Torneo del Litoral. Nell'occasione Di Bernardo, unico "superstite" della vittoria del club nel 2001, ha trasformato a tempo scaduto il calcio del sorpasso per il definitivo punteggio di 37-36 contro gli storici rivali del Duendes.

## Palmarès
- Campionati sudamericani: 1
Argentina: 2000
- Nacional de Clubes: 1
Jockey Club de Rosario: 1997
- Tornei del Litoral: 2
Jockey Club de Rosario: 2001
Jockey Club de Rosario: 2017
- Torneo del Interior: 4
Jockey Club de Rosario: 1998, 1999, 2000, 2002
- EDF Energy Trophy: 1
Cornish Pirates: 2006-07